# Plouguerneau
Plouguerneau é uma comuna francesa na região administrativa da Bretanha, no departamento Finisterra. Estende-se por uma área de 43,43 km². Em 2010 a comuna tinha 6 752 habitantes (densidade: 155,5 hab./km²).